# Vallei der Chantoirs

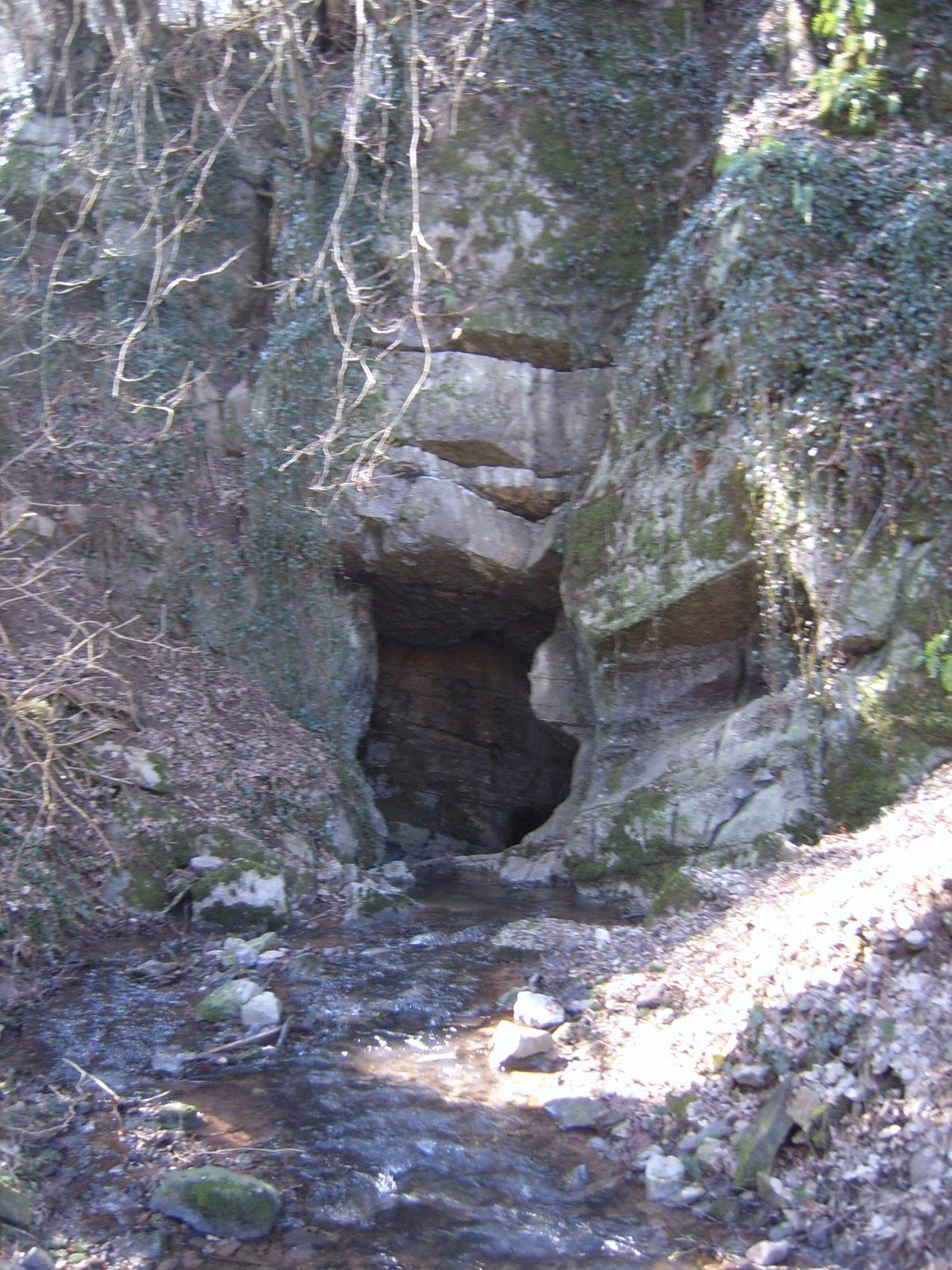
Chantoir de Rouge-Thier te Deigné

De Vallei der Chantoirs (Frans: Vallon des Chantoirs) is een karstsysteem in België dat zich uitstrekt over de gemeenten Sprimont en Aywaille in de provincie Luik. Het karstsysteem ontwikkelde zich in kalksteen van het Devoon. Het wordt gekenmerkt door het feit dat alle waterstromen snel in de grond verdwijnen in het onderliggende kalksteen. Deze verdwijnpunten worden in Wallonië chantoirs genoemd. Het onderzoek in het grottensysteem wees uit dat het water van de ondergrondse stromen samenkomen in een gemeenschappelijke ondergrondse stroom, die bovenkomt in de grotten van Remouchamps. De ondergrondse rivier kreeg de naam Rubicon.

## Lijst van chantoirs in de vallei
(onvolledig)
- Chantoir d'Adseux
- Chantoir de Béron Ry
- Chantoir de Cheffosse
- Chantoir de Grandchamps
- Chantoir de Hotchamps
- Chantoir le Pussin
- Chantoir de Rouge-Thier
- Chantoir de Sècheval
- Chantoir le Pussin
- Trou Lecoq

Ook de benaming chantoire is mogelijk.